# Etheostoma tallapoosae
Etheostoma tallapoosae är en fiskart som beskrevs av Royal D. Suttkus och Etnier, 1991. Etheostoma tallapoosae ingår i släktet Etheostoma och familjen abborrfiskar. Inga underarter finns listade i Catalogue of Life.